# Thrill of a Romance
Thrill of a Romance (prt: Romance Sensacional) é um filme de romance estadunidense de 1945, dirigido por Richard Thorpe e escrito por Richard Connell e Gladys Lehman. Lançado pela Metro-Goldwyn-Mayer, o filme é estrelado por Van Johnson, Esther Williams e Carleton G. Young, com apresentações musicais de Tommy Dorsey e sua Orquestra e o cantor de ópera Lauritz Melchior.

## Sinopse
A professora de natação Cynthia sai em lua de mel com o rico executivo Hobart Glenn. O trabalho do marido atrapalha a viagem e ele precisa ir embora. O soldado Thomas encanta Cynthia e ela precisa decidir com quem vai ficar.

## Elenco
- Esther Williams como Cynthia Glenn
- Van Johnson como Major Thomas Milvaine
- Carleton G. Young como Robert G. Delbar
- Frances Gifford como Maude Bancroft
- Henry Travers como Hobart 'Hobie' Glenn
- Spring Byington como Nona Glenn
- Lauritz Melchior como Nils Knudsen
- Jane Isbell como Garota Sorridente
- Ethel Griffies como Sra. Sarah Fenway
- Donald Curtis como K.O. Karny
- Jerry Scott como Lyonel
- Fernando Alvarado como Julio
- Helene Stanley como Susan Dorsey
- Vince Barnett como Oscar, o garçom
- Billy House como Dr. Tove
- Joan Fay Macaboy como Betty
- Tommy Dorsey como ele mesmo (como Tommy Dorsey e sua Orquestra)
- Jeff Chandler como Cantor
- The King Sisters como Participação especial

## Lançamento
O filme estreou em 24 de maio de 1945 no Grauman's Egyptian Theatre em Hollywood.

## Recepção
Bosley Crowther escreveu no The New York Times que "o filme se arrastam de forma nada emocionante (...) quanto à Srta. Williams, ela modela um maiô lindamente e faz uma bela figura na água. Mas seu talento termina aí".